# اسماعیل تهرانی
اسماعیل تهرانی (زادهٔ ۲۸ فروردین ۱۳۲۷) موسیقی‌دان، آهنگساز و رهبر ارکستر ایرانی است.

## زندگی هنری
اسماعیل تهرانی ۲۸ فروردین سال ۱۳۲۷ در تهران متولد شد. او در کودکی با شنیدن صدای سه‌تار احمد عبادی و پیانو مرتضی محجوبی از رادیو به موسیقی ایرانی علاقه‌مند شد. همچنین با دیدن تک‌نوازی سنتور حسین ملک از تلویزیون به ساز سنتور گرایش پیدا کرد. پس از آن با تشویق پدر در سال ۱۳۳۹ وارد هنرستان موسیقی ملی شد و سنتور را به عنوان ساز تخصصی برگزید. او در دوران هنرستان از استادانی نظیر: محمد حیدری، حسین ملک، حسین تهرانی، خانم حق نظریان، داود جعفری و… بهره برد و در سال ۱۳۴۶ از هنرستان موسیقی فارغ‌التحصیل شد.
وی در سال ۱۳۴۷ در رشته آهنگسازی دانشکده هنرهای زیبا دانشگاه تهران مشغول به تحصیل شد. از جمله استادان او در این دوره می‌توان به: توماس کریستین داوید و علیرضا مشایخی اشاره نمود. اسماعیل تهرانی ردیف موسیقی ایرانی را نزد نورعلی برومند فراگرفت. وی در سال ۱۳۶۳ برای ادامه تحصیل در رشته آهنگسازی به کشور اتریش مهاجرت نمود و در آکادمی موسیقی وین به تحصیل مشغول شد. در ادامه برای تحصیل رهبری ارکستر به کشور آمریکا مهاجرت کرد. او در سال ۱۳۷۹ به ایران بازگشت و مدتی در شهر نیشابور سکونت داشت.او همچنین در اسفند ۱۳۹۵ رهبری «ارکستر شهر» را بر عهده گرفت.
بهمن ۱۳۹۹، در آیینِ ششمین سال‌نوای موسیقی ایران، از اسماعیل تهرانی، تقدیر به ‌عمل آمد. میلاد کیایی در غیاب وی، لوح تقدیر و تندیس «سال‌نوا» را دریافت کرد.

## فعالیت‌های هنری
برخی از فعالیت‌های هنری اسماعیل تهرانی عبارتند از:
تدریس سنتور در هنرستان موسیقی ملی به مدیریت حسین دهلوی، ریاست هنرستان موسیقی اصفهان ۱۳۵۰، ساخت موسیقی فیلم «شاهد» به کارگردانی «رضا علامه‌زاده» ۱۳۵۲، مدیریت در کانون پرورش فکری کودکان و نوجوانان ایران ۱۳۵۳، ساخت موسیقی فیلم «قالی» ۱۳۵۹، سیمرغ بلورین بهترین موسیقی متن از اولین دوره جشنواره فیلم فجر به خاطر ساخت موسیقی فیلم «یا زهرا» ۱۳۶۱، ساخت موسیقی فیلم «درسی برای گنجشک» ۱۳۶۳، تألیف و انتشار کتاب «سنتور به گویش صبا» ۱۳۹۵، آلبوم موسیقی چهار فصل با صدای بیژن بیژنی، آلبوم موسیقی فصل ایثار (مشترک با گروه آهنگسازان) با صدای سیامک علیقلی، عضویت در کانون آهنگسازان سینمای ایران